# О-Барко-де-Вальдеоррас
О-Барко-де-Вальдеоррас (гал. O Barco de Valdeorras, ісп. El Barco de Valdeorras) — муніципалітет в Іспанії, у складі автономної спільноти Галісія, у провінції Оренсе. Населення — 14 213 осіб (2009).
Муніципалітет розташований на відстані близько 350 км на північний захід від Мадрида, 75 км на схід від Оренсе.
Муніципалітет складається з таких паррокій: Алішо, О-Барко, О-Кастро-де-Вальдеоррас, Сесурес, Коедо, Ентома, Форкадела-е-Ногаледо, Мільяроусо-е-Сантуршо, А-Проба, Санта-Марінья-до-Монте, Сантігосо, Віланова-де-Вальдеоррас, Вілойра, Шагоаса.

## Демографія
Динаміка населення (INE ):

## Галерея зображень

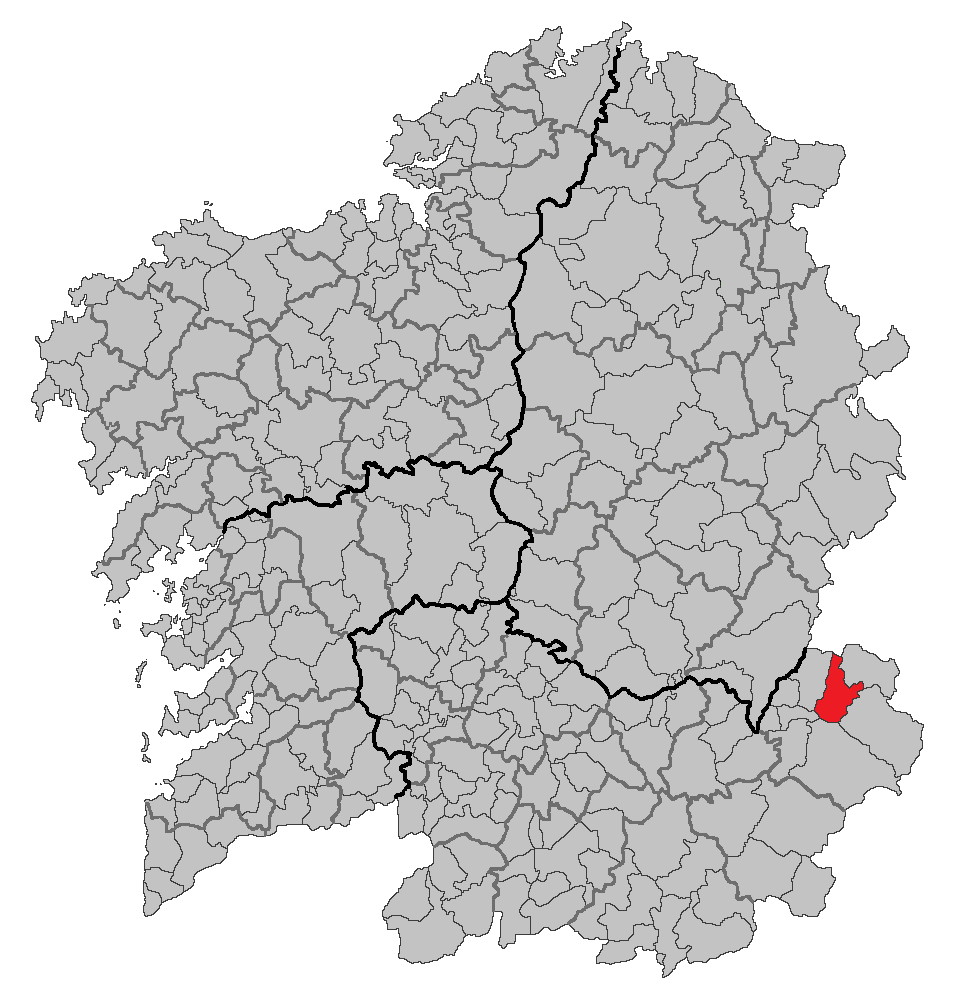
Розташування муніципалітету